# Serres-sur-Arget
Serres-sur-Arget é uma comuna francesa na região administrativa de Occitânia, no departamento de Ariège. Estende-se por uma área de 17,73 km². Em 2010 a comuna tinha 693 habitantes (densidade: 39,1 hab./km²).